# Toreutyka antyczna

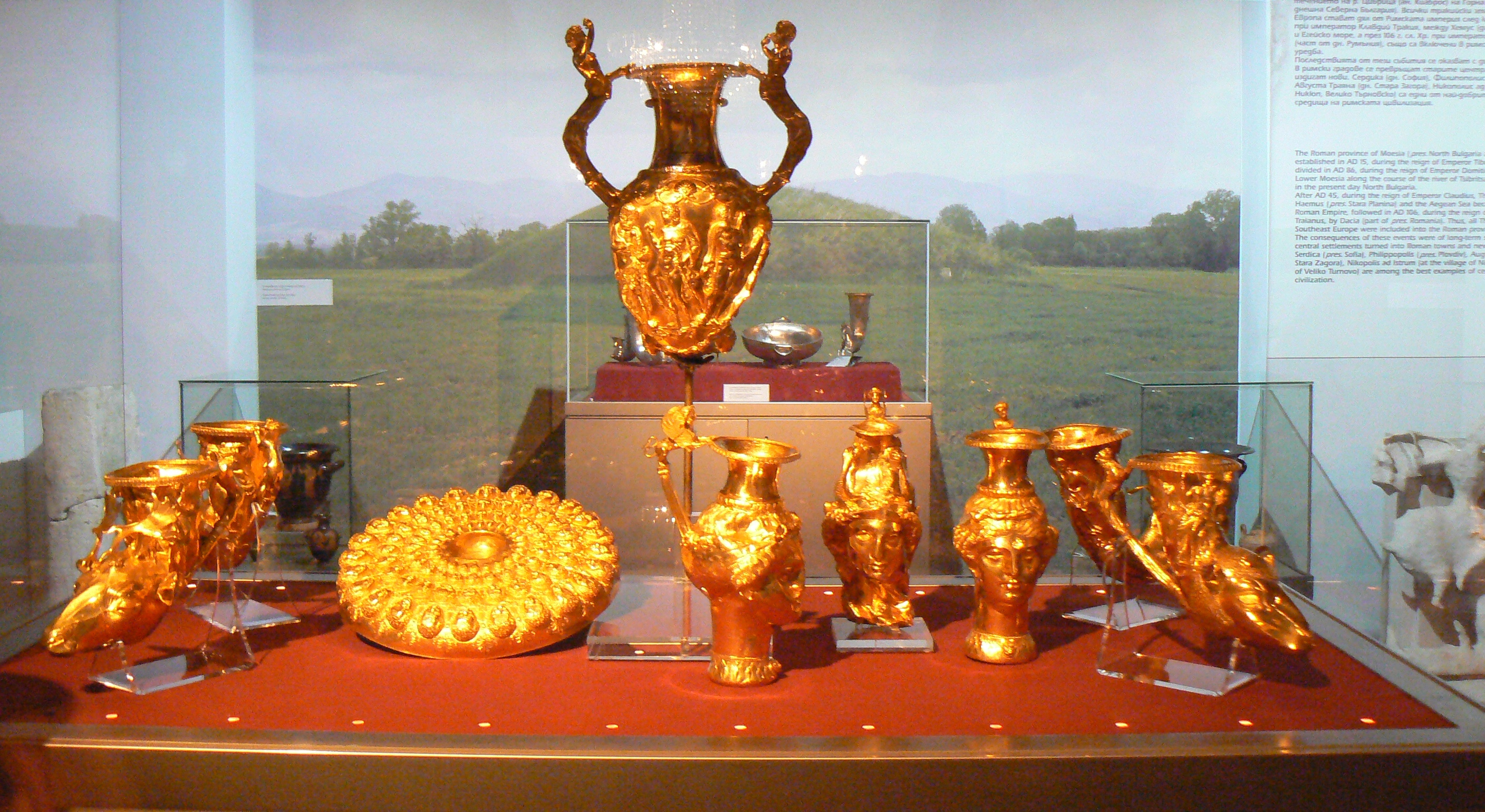
Dzieła toreutyki ze skarbu panagiurskiego (2 poł. IV wieku p.n.e.)

Toreutyka, metaloplastyka – sztuka artystycznej obróbki metalu (brązu, srebra, złota), głównie na zimno, przy użyciu techniki repusowania, puncowania, cyzelowania, grawerowania itp.
Od starożytności stosowano ją do dekorowania m.in. posągów, broni, naczyń, biżuterii. W starożytnej Grecji wytworami toreutów były przedmioty użytkowe, np. luksusowe zastawy stołowe, zwierciadła, ozdoby mebli, ale także statuetki i złote części posągów chryzelefantynowych. W IV wieku p.n.e. do najważniejszych ośrodków toreutyki należały Korynt (znany z jakości zwierciadeł), Ateny, Chalkis i Tarent. Rozkwit tej sztuki, zwłaszcza produkcja wyrobów z metali szlachetnych, nastąpił w okresie hellenistycznym (m.in. w Aleksandrii).
Do wybitnych greckich toreutów, znanych z przekazów antycznych, należeli Kolotes (współpracownik Fidiasza, który sam zajmował się również toreutyką), Boetos z Chalkedonu, Boetos z Karchedonu, Mys, Pyteasz, Rojkos, Stratonikos z Kyziku. W okresie rzymskim renomę zyskali Chejrizofos, Demetrios z Efezu i Zopyros. U Etrusków, którzy wysoko rozwinęli toreutykę w oparciu o wzory greckie, mistrzostwem zasłynęli Wulka z Wejów i Novios Plautios – twórca tzw. cisty ficorońskiej.

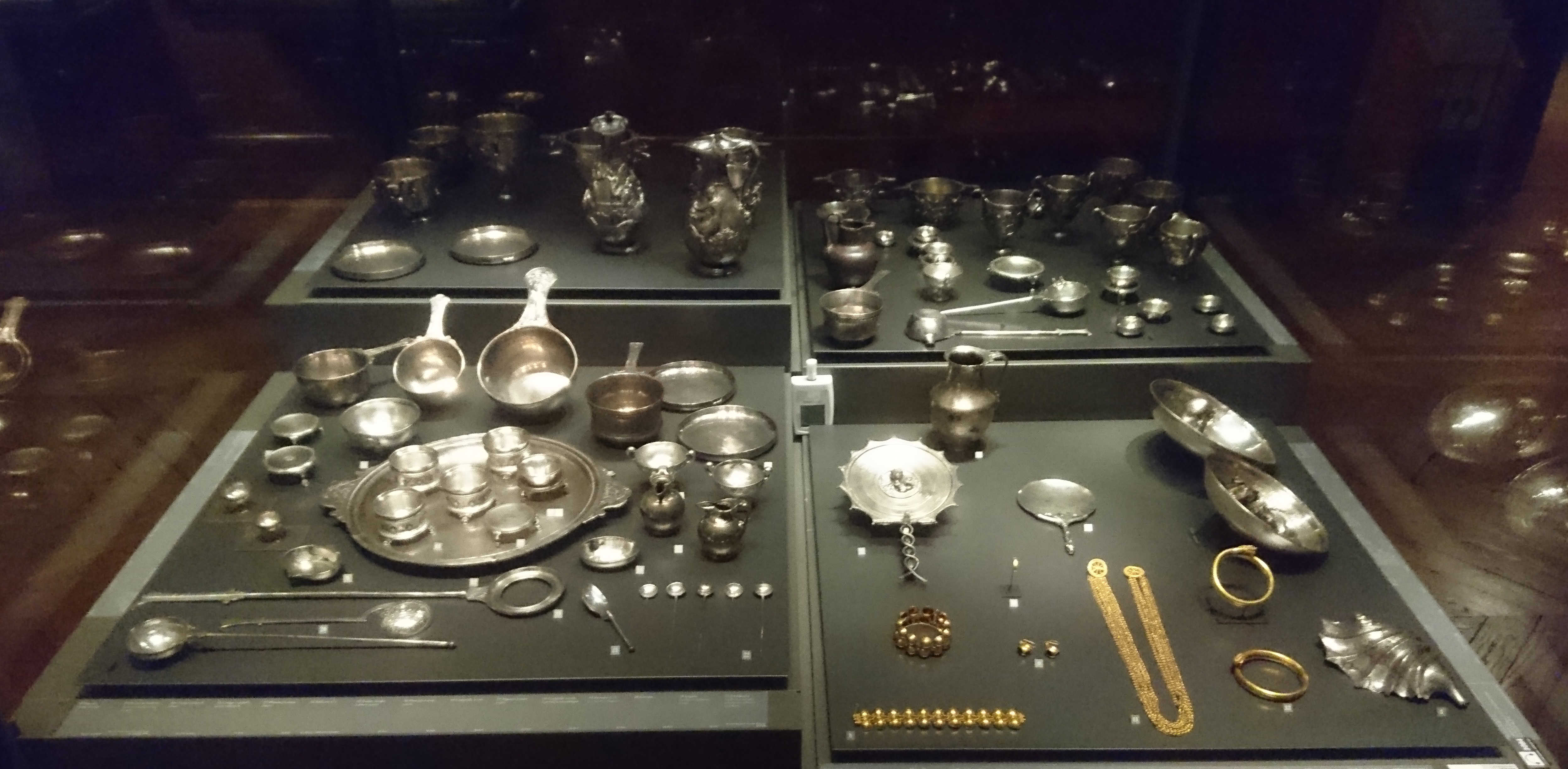
Dzieła toreutyki rzymskiej w skarbie z Boscoreale (ekspozycja w Muzeum Luwru)

Zdobione wyroby metaloplastyczne ze srebra i złota cenione były wysoko przez Rzymian, u których szczególny rozwój toreutyki nastąpił w epoce Augusta. Istnieje nawet przypuszczenie, że srebrne naczynia stały się obiektem swoistego kolekcjonerstwa, świadczącego o guście i zamożności właściciela; świadczyć mogą o tym wielkie dekorowane reliefowo patery, niemające bynajmniej charakteru użytkowego.
Odkryte zestawy luksusowych naczyń (zastawy stołowe) pochodzą na ogół z rzymskich willi, także spoza granic cesarstwa (znaleziska w Niemczech, Danii). W ich dekoracji oprócz motywów mitologicznych (rzadko historycznych) przeważają roślinne, swymi elementami (liście, wici) podkreślające kształt naczynia. Do najczęstszych i najlepiej zachowanych należą odnalezione w postaci skarbów wyroby toreutyczne z epoki późnego cesarstwa (głównie IV w. n.e.). Najbardziej znane to skarby z Boscoreale, Eskwilinu, Hildesheimu, Mildenhall, Arras, skarby z Sisaku i z Vinkovci.